# 最佳樂團獎 (金音獎)
金音創作獎最佳樂團獎是由文化部影視及流行音樂產業局在臺灣舉辦的現行頒發獎項，創始於2010年第1屆中就所設立的「最佳樂團獎」。

## 歷屆得獎名單
|  | 獲獎者 |

### 最佳樂團獎（第1屆～至今）
| 年份 （屆次）   | 入圍作品                                                          |
| --------------- | ----------------------------------------------------------------- |
| 2010 （第1屆）  | 猴子飛行員／《My Guitar》                                         |
| 2010 （第1屆）  | 查勞．巴西瓦里／《老老車》                                        |
| 2010 （第1屆）  | 神棍樂團／《萬佛朝宗》                                            |
| 2010 （第1屆）  | 1976／《不合時宜 manic pixie dream girl》                         |
| 2010 （第1屆）  | 女孩與機器人／《兩吋半舞曲》                                      |
| 2011 （第2屆）  | Tizzy Bac／《告密的心》                                           |
| 2011 （第2屆）  | 草莓救星／《羽毛河 Feather River》                                |
| 2011 （第2屆）  | MATZKA／《MATZKA》                                                |
| 2011 （第2屆）  | 董事長樂團／《眾神護臺灣》                                        |
| 2011 （第2屆）  | 八十八顆芭樂籽／《比獸還壞》                                      |
| 2012 （第3屆）  | 激膚樂團 My Skin Against Your Skin／《My Skin Against Your Skin》 |
| 2012 （第3屆）  | Buddha Jump 佛跳牆／《Buddha Jump 佛跳牆》                        |
| 2012 （第3屆）  | 無限融合樂團／《Timeless Fusion Party Ⅱ》                         |
| 2012 （第3屆）  | 猴子飛行員／《Big Child》                                         |
| 2012 （第3屆）  | 棋盤上的空格／《Quarrel》                                         |
| 2013 （第4屆）  | 閃靈／《武德》                                                    |
| 2013 （第4屆）  | 火燒島／《若是有一蕊號作正義的花》                                |
| 2013 （第4屆）  | 滅火器／《再會！青春 / Goodbye! You!th》                          |
| 2013 （第4屆）  | Tizzy Bac／《易碎物》                                             |
| 2013 （第4屆）  | 昏鴉／《寓言式的深黑色風景》                                      |
| 2014 （第5屆）  | 四分衛／《愛可以讓我們在一起》                                    |
| 2014 （第5屆）  | 大象體操／《角度ANGLE》                                           |
| 2014 （第5屆）  | 旺福／《旺得福》                                                  |
| 2014 （第5屆）  | 槍擊潑辣／《惑眾 HUOZHONG》                                       |
| 2014 （第5屆）  | 農村武裝青年／《幸福在哪裡》                                      |
| 2014 （第5屆）  | 滅火器／《島嶼天光》                                              |
| 2015 （第6屆）  | 濁水溪公社／《鄉土‧人民‧勃魯斯》                                  |
| 2015 （第6屆）  | 老貓偵探社／《窮的人類》                                          |
| 2015 （第6屆）  | 血肉果汁機／《GIGO》                                              |
| 2015 （第6屆）  | 皇后皮箱／《超時空歌女的快活》                                    |
| 2015 （第6屆）  | 昏鴉／《一切不滅定律》                                            |
| 2016 （第7屆）  | 草東沒有派對／《醜奴兒》                                          |
| 2016 （第7屆）  | Doodle／《Endless Dreamless》                                     |
| 2016 （第7屆）  | 八十八顆芭樂籽／《龐克佛洛伊德》                                  |
| 2016 （第7屆）  | Bazaar／《Grand Bazaar》                                          |
| 2016 （第7屆）  | The Tic Tac／《正常的生活》                                       |
| 2016 （第7屆）  | PROJECT APJ／《CRYSTAL PARADISE》                                 |
| 2017 （第8屆）  | Duda Deportiva體育疑惑樂團／《Artefactos - 遺物》                 |
| 2017 （第8屆）  | 二本貓UrbanCat／《光亮徬徨的閃耀年紀》                            |
| 2017 （第8屆）  | 玩弦四度／《Miraculous 奇幻旅程》                                 |
| 2017 （第8屆）  | BOXING／《不簡單》                                                |
| 2017 （第8屆）  | 猴子飛行員／《轉彎的風景》                                        |
| 2017 （第8屆）  | 四分衛／《愛曾經讓我們在一起》                                    |
| 2018 （第9屆）  | 無妄合作社／《逃脫時間的鎖 Escape from Freedom》                  |
| 2018 （第9屆）  | 茄子蛋／《卡通人物》                                              |
| 2018 （第9屆）  | 告五人／《迷霧之子》                                              |
| 2018 （第9屆）  | 落日飛車／《 Cassa Nova 半熟王子》                                |
| 2018 （第9屆）  | LEO37+SOSS／《Be Well World》                                     |
| 2018 （第9屆）  | 血肉果汁機／《深海童話》                                          |
| 2019 （第10屆） | 大象體操／《水底 Underwater》                                     |
| 2019 （第10屆） | 落差草原WWWW／《盤》                                              |
| 2019 （第10屆） | 唐貓／《唐貓》                                                    |
| 2019 （第10屆） | 美秀集團／《電火王》                                              |
| 2019 （第10屆） | 告五人／《我肯定在幾百年前就說過愛你》                            |
| 2020 （第11屆） | FUTURE AFTER A SECOND／《OFiN》                                   |
| 2020 （第11屆） | 滅火器／《無名英雄 Stand Up Like A Taiwanese》                    |
| 2020 （第11屆） | 當代電影大師／《狀態》                                            |
| 2020 （第11屆） | 無妄合作社／《二十一世紀的破青年》                                |
| 2020 （第11屆） | 荷爾蒙少年 Hormone Boys／《黑色台北 Urban Noir》                  |
| 2021 （第12屆） | 血肉果汁機／《GOLDEN 太子 BRO》                                   |
| 2021 （第12屆） | 落日飛車／《SOFT STORM 柔性風暴》                                 |
| 2021 （第12屆） | SKARAOKE／《Skaraoke Vol. 1: 十年精選》                           |
| 2021 （第12屆） | 拍謝少年／《歹勢好勢》                                            |
| 2021 （第12屆） | 落差草原 WWWW／《黑夢》                                           |
| 2021 （第12屆） | FORMOZA／《超嬰格式化》                                           |
| 2022 （第13屆） | 旺福／《你好我好大家好》                                          |
| 2022 （第13屆） | 宇宙人／《理想狀態》                                              |
| 2022 （第13屆） | 大象體操／《夢境》                                                |
| 2022 （第13屆） | 野東西／《溯》                                                    |
| 2022 （第13屆） | 13月終了／《和你蠻像的一隻》                                      |
| 2023 （第14屆） | 露波合唱團／《美麗新世界》                                        |
| 2023 （第14屆） | 落日飛車／《Infinity Sunset 夕陽無限好聽》                        |
| 2023 （第14屆） | 椅子樂團／《香格里拉的呼喚》                                      |
| 2023 （第14屆） | Dharma 達摩樂隊／《一念三千》                                     |
| 2023 （第14屆） | 艾倫街的力透帥／《Suffering》                                     |
| 2024 （第15屆） | 大象體操／《世界》                                                |
| 2024 （第15屆） | Plutato／《Pluto Potato》                                         |
| 2024 （第15屆） | 傷心欲絕／《無名氏敬上》                                          |
| 2024 （第15屆） | 我是機車少女／《I'mdifficult》                                    |
| 2024 （第15屆） | 拍謝少年／《噪音公寓》                                            |
| 2024 （第15屆） | 布萊梅／《The Great Bremen Show》                                 |

## 外部連結
- 2024第十五屆金音創作獎官方網站 （页面存档备份，存于）
- 歷屆金音創作獎得獎入圍名單 （页面存档备份，存于），文化部影視及流行音樂產業局